# Албин (консул 493 г.)
Вижте пояснителната страница за други личности с името Албин.
Фауст Албин Младши (на латински: Faustus Albinus iunior; † 522 г.) е римски политик и сенатор през края на 5 и началото на 6 век по времето на управлението на Теодорих Велики в Италия.

## Биография
Произлиза от фамилията Деции. Внук е на Флавий Цецина Деций Василий (консул 463 г.) и син на Флавий Цецина Деций Максим Василий (консул 480 г.). Брат е на Флавий Авиен (консул 501 г.), Флавий Теодор, (консул 505 г.) и на Флавий Инпортун (консул 509 г.). Женен е за Глафира.
През 493 г. той е консул на Запад заедно с Флавий Евсебий (консул на Изток). Между 500 и 503 г. Албин е преториански префект и през 500 г. построява базилика за Свети Петър на 27° мили от Рим на Виа Тибуртина и през 503 г. получава титлата patricius. През 508 г. е на двора в Равена.